# Natație la Jocurile Olimpice de vară din 2024 - 4x100 m mixt
Proba de înot 4x100 de metri mixt  de la Jocurile Olimpice de vară din 2024 a avut loc în perioada 2-3 august 2024 la Paris Aquatics Centre.

## Recorduri
Înaintea acestei competiții, recordurile mondiale și olimpice erau următoarele:
| Record  | Atlet                | Timp    | Loc            | Data          |
| ------- | -------------------- | ------- | -------------- | ------------- |
| Mondial | Marea Britanie (GBR) | 3:37,58 | Tokyo, Japonia | 31 iulie 2021 |
| Olimpic | Marea Britanie (GBR) | 3:37,58 | Tokyo, Japonia | 31 iulie 2021 |

## Program
Orele sunt ora Franței (UTC+1) 
| Data                   | Timp  | Etapă      |
| ---------------------- | ----- | ---------- |
| Vineri, 2 august 2024  | 12:03 | Calificări |
| Sâmbătă, 3 august 2024 | 21:58 | Finala     |

## Rezultate

### Calificări
Echipele cu cei mai buni opt timpi, indiferent de serie, s-au calificat în finală.
| Loc | Serie | Culoar | Țară Înotători | Timp    | Note  |
| --- | ----- | ------ | --- | ------- | ----- |
| 1   | 2     | 5      | Statele Unite ale Americii · Regan Smith (57,87) · Charlie Swanson (59,65) · Caeleb Dressel (50,10) · Abbey Weitzeil (53,36) | 3:40,98 | C     |
| 2   | 1     | 4      | Australia · Iona Anderson (58,81) · Zac Stubblety-Cook (59,68) · Emma McKeon (55,86) · Kyle Chalmers (47,07)                 | 3:41,42 | C     |
| 3   | 2     | 4      | China · Xu Jiayu (53,16) · Tang Qianting (1:05,44) · Zhang Yufei (56,59) · Pan Zhanle (47,07)                                | 3:42,26 | C     |
| 4   | 1     | 5      | Olanda · Kai van Westering (54,25) · Caspar Corbeau (59,28) · Tessa Giele (57,81) · Marrit Steenbergen (52,26)               | 3:43,60 | C     |
| 5   | 2     | 3      | Marea Britanie · Kathleen Dawson (1:00,18) · James Wilby (59,35) · Joe Litchfield (51,37) · Anna Hopkin (52,83)              | 3:43,73 | C     |
| 6   | 1     | 3      | Canada · Blake Tierney (53,81) · Apollo Hess (1:00,46) · Maggie Mac Neil (56,14) · Taylor Ruck (53,46)                       | 3:43,87 | C     |
| 7   | 2     | 7      | Franța · Yohann Ndoye-Brouard (52,48) · Antoine Viquerat (59,91) · Lilou Ressencourt (58,55) · Marie Wattel (53,05)          | 3:43,99 | C, RN |
| 8   | 2     | 6      | Japonia · Riku Matsuyama (54,83) · Taku Taniguchi (59,69) · Mizuki Hirai (56,52) · Rikako Ikee (53,21)                       | 3:44,25 | C     |
| 9   | 1     | 6      | Germania · Ole Braunschweig (54,05) · Melvin Imoudu (59,33) · Angelina Köhler (56,60) · Nina Holt (54,77)                    | 3:44,75 |       |
| 10  | 2     | 8      | Israel · Anastasia Gorbenko (59,91) · Ron Polonsky (59,56) · Gal Cohen Groumi (50,84) · Andrea Murez (55,02)                 | 3:45,33 |       |
| 11  | 1     | 7      | Italia · Michele Lamberti (54,42) · Nicolò Martinenghi (59,02) · Costanza Cocconcelli (58,47) · Sofia Morini (53,89)         | 3:45,80 |       |
| 12  | 2     | 2      | Suedia · Hanna Rosvall (1:00,17) · Erik Persson (59,95) · Sara Junevik (57,22) · Robin Hanson (48,81)                        | 3:46,15 |       |
| 13  | 2     | 1      | Grecia · Apostolos Christou (52,83) · Evangelos Nthoumas (1:00,34) · Anna Ntountounaki (57,85) · Theodora Drakou (55,38)     | 3:46,40 |       |
| 14  | 1     | 2      | Polonia · Kacper Stokowski (54,10) · Dominika Sztandera (1:07,92) · Adrian Jaskiewicz (51,87) · Kornelia Fiedkiewicz (54,30) | 3:48,19 |       |
| 15  | 1     | 1      | Coreea de Sud · Lee Eun-ji (1:01,56) · Choi Dong-yeol (59,99) · Kim Ji-hun (52,70) · Hur Yeon-kyung (54,53)                  | 3:48,78 |       |
| 16  | 1     | 8      | Brazilia · Guilherme Basseto (54,32) · Gabrielle Roncatto (1:16,74) · Nicolas Santos (52,27) · Stephanie Balduccini (53,94)  | 3:57,27 |       |

### Finala
| Loc | Culoar | Țară Înotători | Timp    | Note |
| --- | ------ | --- | ------- | ---- |
| 1   | 4      | Statele Unite ale Americii · Ryan Murphy (52,08) · Nicolas Fink (58,29) · Gretchen Walsh (55,18) · Torri Huske (51,88) | 3:37,43 | RM   |
| 2   | 3      | China · Xu Jiayu (52,13) · Qin Haiyang (57,82) · Zhang Yufei (55,64) · Yang Junxuan (51,96)                            | 3:37,55 | RC   |
| 3   | 5      | Australia · Kaylee McKeown (57,90) · Joshua Yong (58,43) · Matthew Temple (50,42) · Mollie O'Callaghan (52,01)         | 3:38,76 | RC   |
| 4   | 1      | Franța · Yohann Ndoye-Brouard (52,80) · Leon Marchand (58,66) · Marie Wattel (56,44) · Béryl Gastaldello (53,06)       | 3:40,96 | RN   |
| 5   | 7      | Canada · Kylie Masse (58,67) · Finlay Knox (59,64) · Josh Liendo (50,08) · Maggie Mac Neil (53,02)                     | 3:41,41 |      |
| 6   | 6      | Olanda · Kira Toussaint (1:00,50) · Caspar Corbeau (59,04) · Nyls Korstanje (51,19) · Marrit Steenbergen (52,39)       | 3:43,12 |      |
| 7   | 2      | Marea Britanie · Kathleen Dawson (1:00,68) · James Wilby (59,00) · Duncan Scott (51,61) · Anna Hopkin (53,02)          | 3:44,31 |      |
| 8   | 8      | Japonia · Ryosuke Irie (55,00) · Kitajima Kosuke (1:00,48) · Mizuki Hirai (56,46) · Rikako Ikee (53,23)                | 3:45,17 |      |